# 清太祖皇七女
清太祖皇七女（1604年—1685年），本名失传，清太祖努尔哈赤的七女儿，生母庶妃伊尔根觉罗氏。

## 生平
1604年三月初十日子时，皇七女出生。依当时习俗，可称格格。天命四年（1619年）己未，封乡君品级，指配哈达纳喇氏的承政满达尔汉次子鄂札伊。十月，皇七女正式下嫁。
天聪六年（1632年），哥哥皇太極以出征俘获礼，赏赐诸位姐妹。不知何故，她和异母姐皇六女不在赏赐之列。崇德元年（1636年），哥哥皇太極册封诸位姐妹为公主。其中，皇妹宗岱格格被册封为扎萨克公主。她和异母姐皇六女是当时在世的两位皇妹，由于两人名字均未被记录，未知宗岱格格是她，还是皇六女。
崇德六年（1641年）四月，丈夫鄂札伊战死。康熙二十四年（1685年）七月，她作为当时康熙帝的七姑祖母去世，享年八十二岁。